# 扎兰屯站
扎兰屯站，位于中华人民共和国内蒙古自治区呼伦贝尔市扎兰屯市兴华街道，是滨洲铁路、阿扎铁路上的火车站，由哈尔滨铁路局齐齐哈尔车务段管辖的客货运二等站。扎兰屯站设有到发线6条、调车线4条、货物线3条、段管线6条和牵出线2条。另外设有29条专用线。车站站房建于1989年，面积3098平方米，设有候车室854平方米及行李房317平方米。
扎兰屯站建于1903年，当时为办理客货运输业务的三等区段站，设有有站线6条，货物线1条。站场经1950年、1973年、1982年三次改造后至现规模。扎兰屯站位于兴安岭东麓，曾经为海拉尔铁路分局的直属分界站，1982年起新增管辖卧牛河站并升为二等站。扎兰屯车站于1997年并入新成立的扎兰屯车务段，1998年博克图车务段重新成为直属车站。2004年10月扎兰屯车站和牙克石车务段及博克图车务段合并，再次成立扎兰屯车务段。扎兰屯车务段于2005年3月并入齐齐哈尔车务段，车站因此由齐齐哈尔车务段管辖至今。

## 車站周邊
- 天拜山广场
- 中东铁路历史文化广场
- 中国联通永安路营业厅
- 金百灵大酒店